# Schloss Eichhof (Coburg)

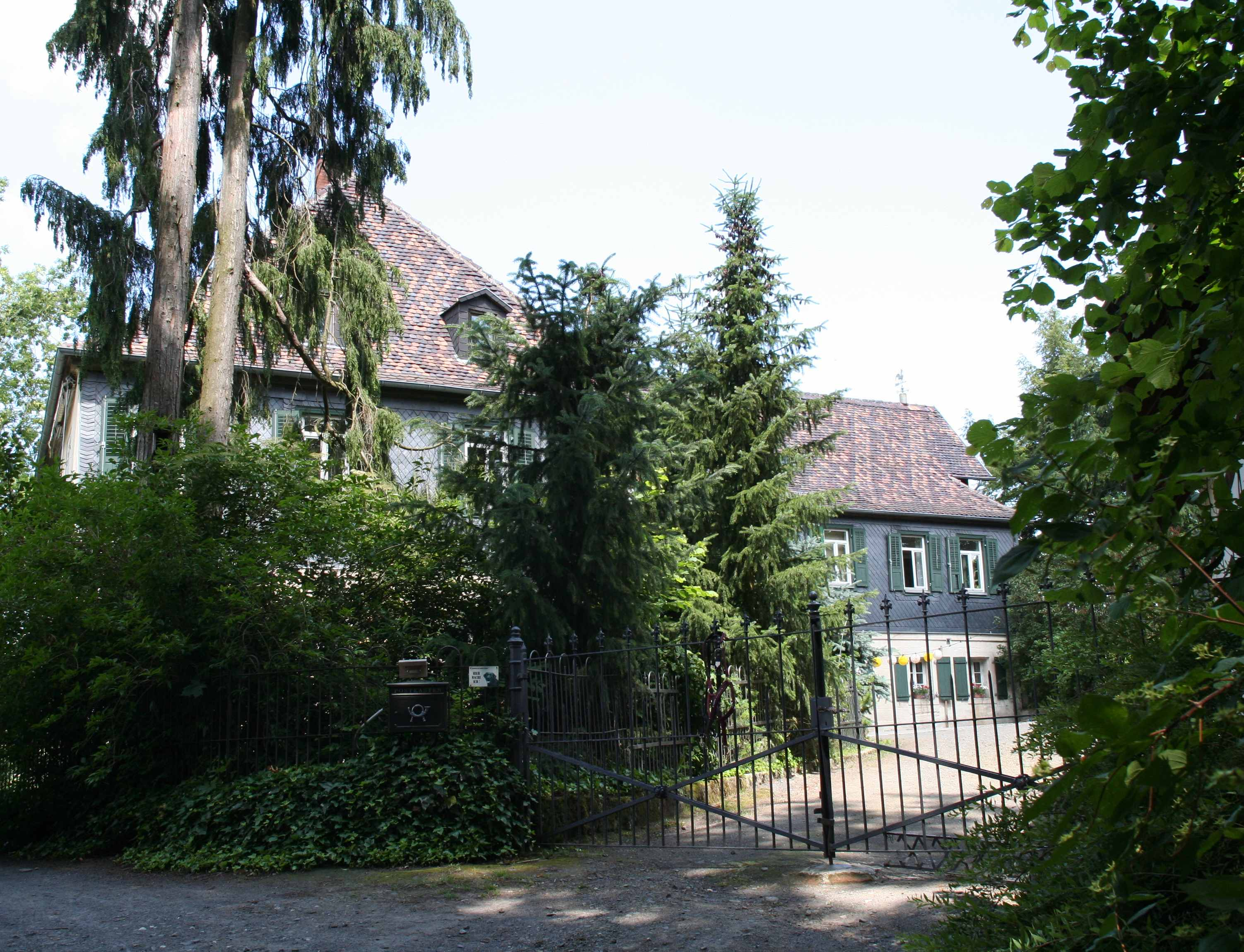
Schloss Eichhof

Schloss Eichhof steht im Coburger Stadtteil Scheuerfeld, Ortsteil Eichhof, auf einer kleinen Anhöhe über dem Tal des Güßbaches und wurde urkundlich 1440 erwähnt. Es ist seit 1979 in Privatbesitz und wird als Hofgut mit Pferdezucht bewirtschaftet.

## Geschichte
Peter von Eychoff wurde 1440 in den Coburger Annalen als Eingebürgerter genannt. Er besaß den gleichnamigen Hof in Scheuerfeld, dessen Eigentümer 1516 ein Anton von Rosenau war. Der Hof ging aber nach kurzer Zeit in den Besitz des Coburger Herzogs Johann Casimir über.

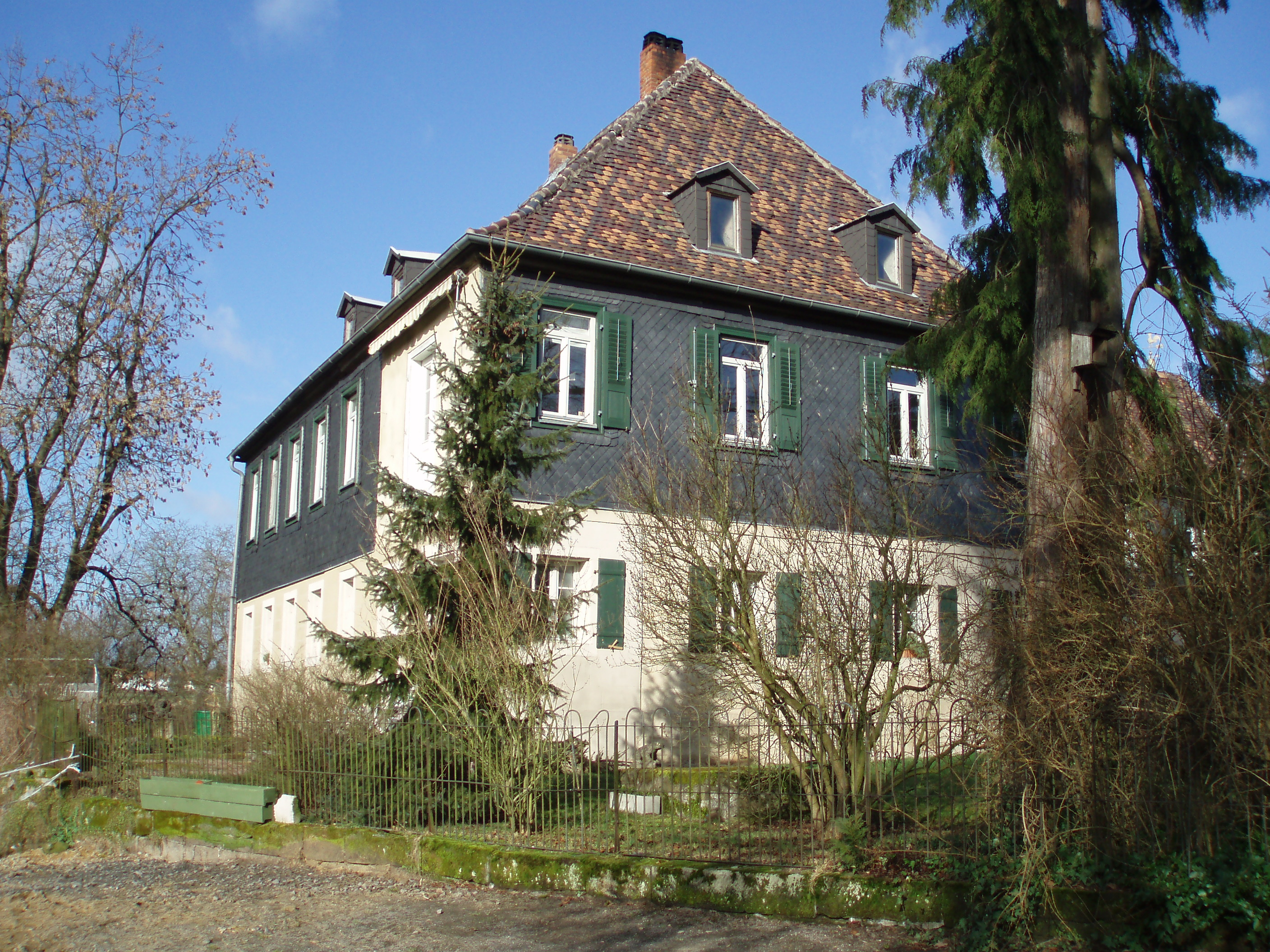
Schloss Eichhof: Nebengebäude

Um 1590 kaufte Nicolaus Zech, Rentmeister und Kammerrat des Coburger Herzogs Johann Casimir, den Ort Scheuerfeld, der aus zehn ehemaligen Hügelhöfen aus dem 5. und 6. Jahrhundert hervorgegangen war, und bildete mit dem von ihm erbauten sogenannten Schloss und den vorhandenen Höfen ein Rittergut. 1598 schenkte ihm Herzog Casimir das nahe Schloss Eichhof aus Dankbarkeit für die ihm gelungene Sanierung der Hoffinanzen, die den wieder kreditwürdig erscheinenden Casimir in die Lage versetzte, Coburg großzügig auszubauen. Fünf Jahre später ließ Casimir seinen Finanzminister allerdings wegen Fürstenbeleidigung in Haft nehmen, in der Zech 1607 starb.
Seine Kinder Helena und Markus erbten seinen Besitz. Helena ehelichte 1615 Johann Christian von Merklin, den Sohn des Coburger Bürgermeisters Philipp Merklin. Helena starb bereits 1617 bei der Geburt ihres zweiten Sohnes, ihr Mann wurde durch Ankauf von Markus Zechs Anteil Alleinbesitzer des gesamten Ritterguts. Seine Söhne teilten 1676 nach seinem Tod das Erbe. Der jüngere erhielt das Schloss Eichhof, der ältere Scheuerfeld. Danach entstand das derzeitige Schloss.
Der Urenkel Johann von Merklins, Major Friedrich Bernhard von Merklin, verkaufte 1765 das Anwesen. In den 1830er Jahren wurden zweiflüglige Stallungen schräg gegenüber dem Schloss gebaut. Etwas abseits entstand ein quadratisches Gewächshaus mit Zeltdach. Das Fachwerkgebäude beherbergte im Obergeschoss die Gärtnerwohnung. 1864 gelangte das Gut wieder in herzoglichen Besitz. Das Domänenamt baute die vorhandenen Gebäude zur Übersiedelung des Prinzen von Ratibor erneut 1895 um. Von 1906 bis 1919 lebte der Oberhofmarschall Carl Eduard von Rüxleben im Schloss, das auch nach dem Abfindungsvertrag von 1919 im Eigentum des Hauses Coburg blieb.

## Architektur
Das Schloss ist eine zweigeschossige Zweiflügelanlage, bestehend aus einem massiven Erdgeschoss aus Sandsteinquadern und einem verschieferten Fachwerk-Obergeschoss. Die Obergeschossfenster sitzen knapp unter der Traufe des Walmdaches. Ursprünglich erhob sich am Treffpunkt der Flügelfirste ein turmähnlicher Dachreiter mit einer Laterne.
Der vermutlich Ende in den 1670er Jahren errichtete, im Südwesten oberhalb eines Abhangs stehende Gebäudeflügel hat sechs zu vier Fensterachsen und auf den Außenseiten je zwei Dachgauben. Das noch existierende Tonnengewölbe des Kellers hat einen Zugang über eine fallende Tonne, der aus dem 16. Jahrhundert stammen könnte.
Der schmalere, nach Nordosten anschließende Flügel wird auf Beginn des 18. Jahrhunderts datiert. Er hat sechs Fensterachsen auf der Längsseite und drei auf der Schmalseite mit einem ausladenden Zwerchgiebel, der im Jahr 1895, wie der Balkon am kleinen Ecksalon, entstanden ist. Über eine zweiläufige, sich oben vereinende Wendeltreppe aus Gusseisen ist dieser vom Garten aus erreichbar. Im Obergeschoss befinden sich zwei Räume mit barocken Stuckdecken. Der Zugang im Winkel der beiden Flügel wurde im späten 18. Jahrhundert als Korbbogenportal mit profilierten Kämpfern und zwei Torflügeln mit Oberlicht errichtet.

## Mordfälle
Schloss Eichhof geriet im Laufe seiner Geschichte durch drei Mordfälle in die Schlagzeilen. 1865 fand man beim Abbruch eines Nebengebäudes die eingemauerten Überreste eines menschlichen Körpers, vermutlich des Bruders von Merklin, den dieser 200 Jahre vor der grausigen Entdeckung aus Eifersucht umgebracht haben soll, was ihm aber zu Lebzeiten trotz erdrückender Indizien nicht nachgewiesen werden konnte. 1707 soff sich der damalige Besitzer von Schloss Neuhof, Johann Christoph von Bach, auf dem Eichhof den Rausch an, in dem er auf dem Heimweg in Coburg aus niederen Beweggründen im Streit einen Mord beging, der ihm sein Erbe kostete. Schließlich ermordeten im August des Jahres 1945 wahrscheinlich ehemalige Zwangsarbeiter den schlafenden Pächter des Schlosses, Major Erich Randt, und raubten einen Teil seines Vermögens und der Einrichtung.